# Natalis Briavoinne
Natalis Briavoinne (Paris, 9 juin 1799 - Ixelles, 12 septembre 1869) était un économiste, journaliste et patron de presse belge du XIXe siècle.

## Biographie
Né à Paris en 1799, Nathalis Briavoinne, diplômé en droit, commence sa carrière dans le négoce à Paris, avec sa mère et un de ses frères, Amable Briavoinne.
En 1830, il vint s'installer en Belgique avec son frère, afin d'échapper à des poursuites judiciaires dans son pays pour faillite frauduleuse.
Une fois installés en Belgique, les Briavoinne s'intègrent rapidement dans la jeune Belgique indépendante en tant que journalistes et parviennent à se créer un réseau de relations important. Ils semblent de même avoir gagné la confiance du roi des Belges Léopold Ier, qui serait intervenu en 1842 pour que les tribunaux français leur accordent une ordonnance d'acquittement pour apurement de dettes.
En 1839, Natalis Briavoinne sera un des premiers, avec Jérôme-Adolphe Blanqui , à donner une large diffusion au concept de « Révolution industrielle », concept créé peu de temps auparavant, dans le cadre de ses recherches sur l'évolution économique de la Belgique, publiées par la suite par l'Académie de Bruxelles.
En 1843, Natalis et Amable créeront le premier groupe de presse de Belgique, en devenant propriétaires des titres suivants : L'Émancipation, créé en octobre 1830 ; Le Globe, créé en septembre 1841 ; Le Commerce belge ; et Le Courrier belge-Fanal ; ainsi que L'Écho de Bruxelles. Natalis fut le directeur-gérant de toutes ces publications. 
En 1849, les Briavoinne cédèrent L'Émancipation, puis se séparèrent de l'ensemble de leur groupe de presse en 1851, racheté par la "Société pour le Progrès de la Presse conservatrice et nationale". Ce rachat est initié par la prise de conscience des milieux politiques catholiques de s'appuyer sur la presse pour soutenir leurs opinions, à l'image de ce que faisaient les libéraux depuis déjà plusieurs années.
Après cette vente, Natalis, cette fois seul, reconstitua un deuxième groupe de presse. En 1856, Nathalie Briavoinne racheta notamment le journal La Nation et en fit Le National, dont les opinions radicales étaient bien affirmées, mais moins orientée vers le socialisme que La Nation. Il n'a pas pris une part active à la rédaction du journal radical, dont un réfugié français, de Péan, occupa la direction. Il publia aussi L'Écho de Bruxelles et Le Télégraphe, deux journaux d'information de tendance plutôt libérale et imprimés sur les mêmes presses que Le National.
En 1858, à la suite de difficultés financières, Natalis Briavoinne doit céder des parts de participation dans ses journaux jusqu'à ce qu'en 1863, il liquide tout son deuxième groupe de presse pour solder ses dettes.
À partir de cette date, il travaillera comme chroniqueur politique dans le Journal de Bruxelles de tendance catholique jusqu'à son décès soudain en 1869.